# Jüdischer Friedhof Hollabrunn

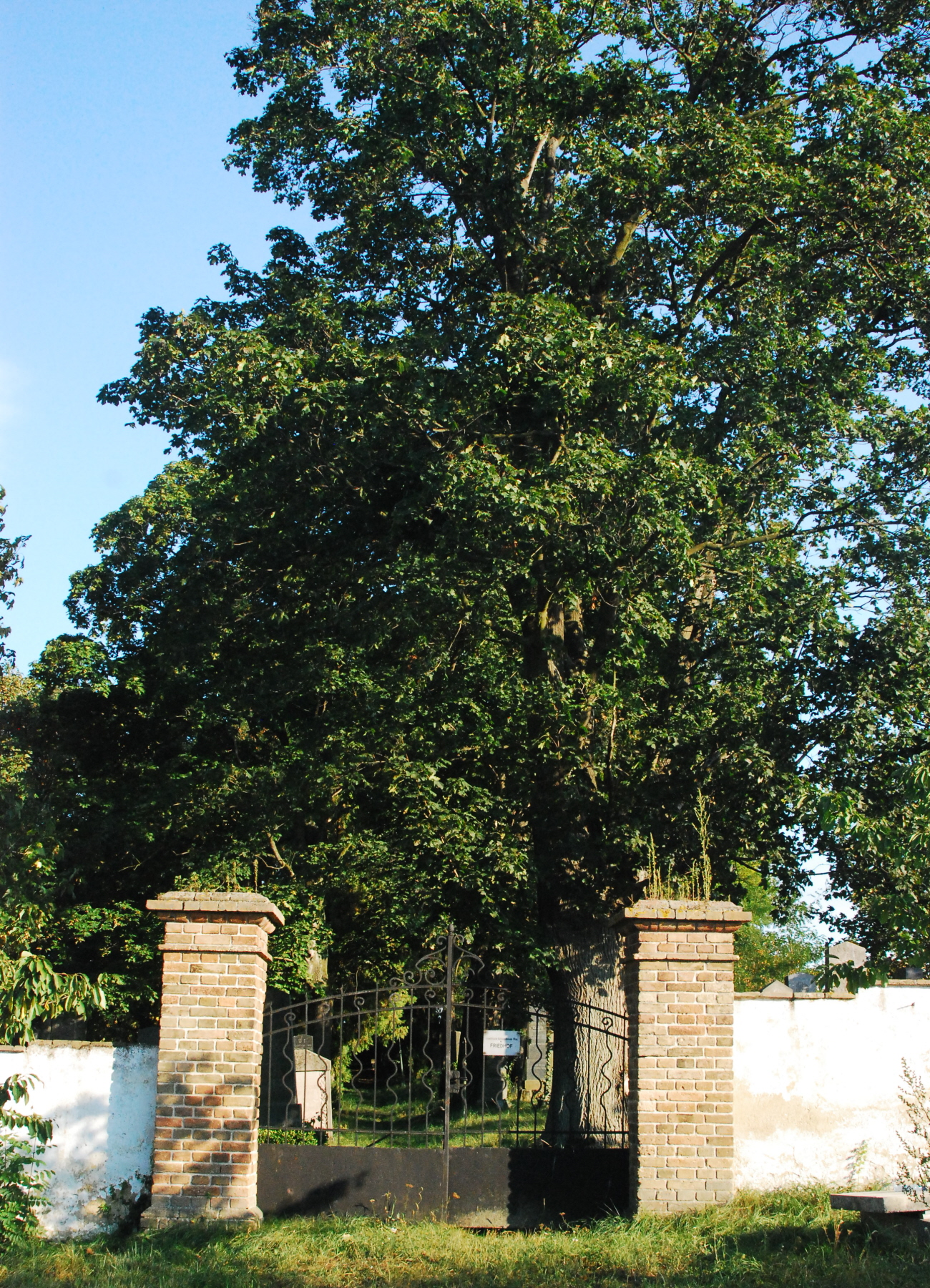
Eingang zum jüdischen Friedhof in Hollabrunn

Der Jüdische Friedhof Hollabrunn ist ein denkmalgeschützter (Listeneintrag) jüdischer Friedhof in der niederösterreichischen Stadt Hollabrunn. Der jüdische Friedhof wurde Mitte der 1870er Jahre errichtet. Er liegt an der Steinfeldgasse 360 südlich von Hollabrunn, weit außerhalb der Stadt an der Grenze zur Katastralgemeinde Sonnberg.
Die letzte Bestattung fand im Jahr 1978 statt. Im Jahr 1999 wurde die Zeremonienhalle abgebrochen.
Auf dem Friedhof sind noch zahlreiche Grabsteine vorhanden.